# Stańczyk (festmény)
A Stańczyk (teljes címe: Stańczyk Bona királynő udvari bálján, miután megérkezett a hír Szmolenszk elestéről, lengyelül: Stańczyk w czasie balu na dworze królowej Bony, kiedy wieść przychodzi o utracie Smoleńska) Jan Matejko 1862-ben készített festménye. Ez az egyik leghíresebb és legelismertebb műve, mely az akkor 22 éves festőt elindította a hírnév felé. A kép 1924 óta a Varsói Nemzeti Múzeum gyűjteményében szerepel, az 1914 előtti lengyel festmények gyűjteményének kiemelkedő darabja.

## Történelmi háttér
A kép témája egy 1514-es vesztett csatához kapcsolódik. A történelmi korszakot kettősség jellemzi. Bár a reneszánszba lépő Lengyelország még politikai, gazdasági és kulturális hatalma teljében van, ám a Moszkvai Nagyfejedelemség fokozatosan számos független orosz hercegséget és litván uralom alatt álló orosz területet hódít meg. A XV–XVI. század folyamán, III. Iván és III. Vaszilij uralkodása alatt létrejön az egységes orosz állam, Lengyelország pedig háttérbe szorul, és végül a XVIII. században, az ország három felosztásának folyamatában elveszti a függetlenségét. A mű konkrét történelmi hátterét Szmolenszk, a fontos keleti erődítmény 1514. július 30-i eleste adja. Jurij Sołłohub, a tartomány kormányzója a harci veszteségek enyhítése érdekében ezen a napon tette le a fegyvert III. Vaszilij serege előtt. Az ún. negyedik litván–orosz háború 1512 és 1522 között zajlott.
A kép címe téves adatot tartalmaz. A fegyverletétel idején még élt Szapolyai Borbála (Barbara Zapolya) lengyel királyné és litván nagyhercegné, I. Zsigmond (Öreg Zsigmond, Zygmunt I Stary) lengyel király első felesége. Húszévesen, 1515. október 2-án hunyt el Krakkóban. Az uralkodó második feleségét, Sforza Bona királynét házasságkötése után csak 1518. április 18-án koronázták meg. 1514-ben tehát még nem rendezhetett bált a lengyel fővárosban.
Bizonytalan, hogy valóban létezett-e Stańczyk nevű udvari bolond, vagy sem. A lengyel kultúrában azonban mélyen meggyökeresedett a hit, hogy igen, és Matejkóra erősen hatott a személye. Az ihletett valószínűleg Seweryn Goszczyński (1801–1876) Król zamczyska című művéből merítette. Stańczyk alakja Jan Kochanowski, Julian Ursyn Niemcewicz és Józef Ignacy Kraszewski műveiben is feltűnik.
A festő a főalakot önmagáról mintázta. Stańczykot, illetve ehhez hasonlóan saját önarcképét többek között a Porosz hódolat (Hołd pruski, 1879–1882), valamint A Zsigmond-harang beemelése (Zawieszenie dzwonu Zygmunta, 1874) című képeken is megfestette.

## Leírása
A bohóc jól megvilágított arcáról szorongás, aggodalom olvasható le, mintha sejtené, hogy mi fog történni a szülőfölddel. Összekulcsolt kezei elégedetlenséget fejeznek ki a hatalmasságok viselkedésével szemben. Bohócbotja a földön hever, nyakában a częstochowai Fekete Madonnát ábrázoló szent medál lóg. Az ablakon át egy torony és egy üstökös látható, ami Lengyelország megsemmisítését jelképezi.
A képen erős kontraszt figyelhető meg a bohóc vörös ruhája és a falikárpit zöldje (komplementer színek) között. Szintén erős az ellentét a férfi mozdulatlansága, szomorúsága és melankóliája, valamint a háttérben bálozók táncos jókedve között. Utóbbiakat a szomszédos bálteremmel együtt nehéz észrevenni, alakjuk egybefolyik a háttérrel.
A művet 1924-ben vásárolta meg a varsói Nemzeti Múzeum, a költségeket Varsó önkormányzata biztosította. 1939 után elrabolták a németek, majd 1944-ben a Szovjetunióba került. Lengyelország 1956-ban kapta vissza.

## Hatása
A festmény alapján Jacek Kaczmarski írt dalt, amelyet 1981-ben a Muzeum című albumon Przemysław Gintrowskival adott elő. Kaczmarski szerint a kép legfontosabb üzenete, hogy a bolond az egyetlen komoly ember egy komolytalan világban. Ő látja meg egyedül az ország végzetét, míg az uralkodó elit vak, és még csak nem sejti a későbbi tragikus eseményeket.
Mint szimbólum, Stańczyk feltűnik Andrzej Wajda Menyegző (Wesele) című filmjében is, ami Stanisław Wyspiański hasonló című drámája alapján készült.

## Fordítás
- Ez a szócikk részben vagy egészben a Stańczyk (obraz Jana Matejki) című lengyel Wikipédia-szócikk ezen változatának fordításán alapul.  Az eredeti cikk szerkesztőit annak laptörténete sorolja fel. Ez a jelzés csupán a megfogalmazás eredetét és a szerzői jogokat jelzi, nem szolgál a cikkben szereplő információk forrásmegjelöléseként.
- Ez a szócikk részben vagy egészben a Stańczyk (painting) című angol Wikipédia-szócikk ezen változatának fordításán alapul.  Az eredeti cikk szerkesztőit annak laptörténete sorolja fel. Ez a jelzés csupán a megfogalmazás eredetét és a szerzői jogokat jelzi, nem szolgál a cikkben szereplő információk forrásmegjelöléseként.